# Bolszaja Pustomierża
Bolszaja Pustomierża (ros. Большая Пустомержа) – wieś (dieriewnia) w Rosji, w obwodzie leningradzkim, w rejonie kingisiepskim. W 2021 liczyła 2854 mieszkańców.